# 土庫中央車站

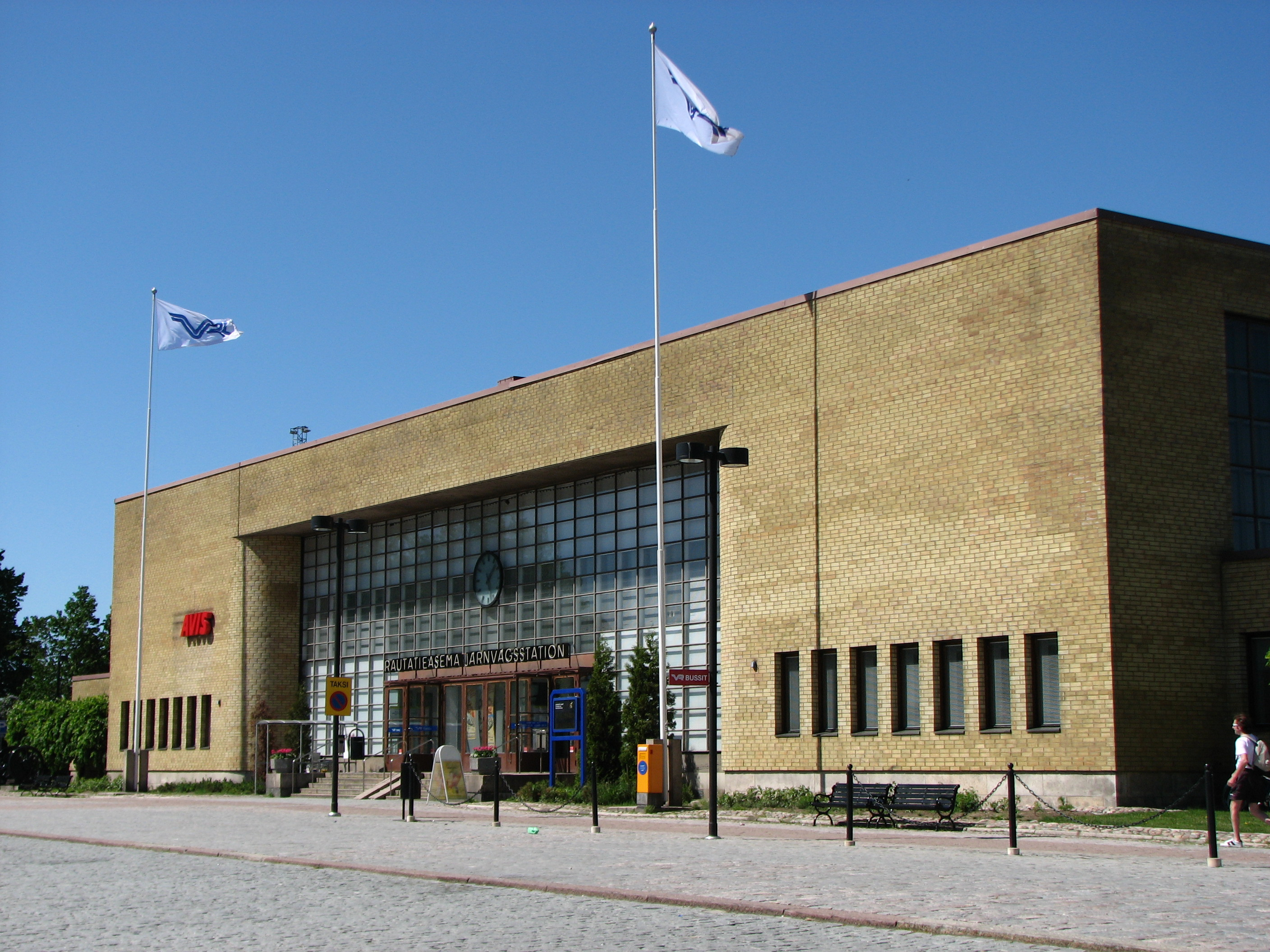
土庫中央車站

土庫中央車站（芬蘭語：Turun päärautatieasema）是芬蘭土庫的鐵路車站。

## 歷史
1876年，和連結土庫至坦佩雷的新鐵道同時開業。未來的俄國沙皇亞歷山大三世也出席開業式。1940年，車站改建完成至今。

## 外部連結
- 土庫中央車站 （页面存档备份，存于） （英文） （文） （瑞典文） （俄文）